# Даганов, Абдулла Газимагомедович
Абдулла Газимагомедович Даганов (23 ноября 1940 года, с. Гочоб, Чародинский район, Дагестанская АССР, РСФСР, СССР — 28 января 2012 года, Махачкала, Дагестан, Россия) — поэт, писатель, публицист, журналист, общественный деятель. Народный поэт Дагестана (1997). Член КПСС с 1979 года. Член Союза писателей СССР с 1970 года.  

## Биография
Абдулла Даганов родился в 1940 году в селении Гочоб Чародинского района ДАССР.
Первые публикации А. Даганова появились в 1959 году на страницах Чародинской районной газеты «Овцевод», позже – на страницах республиканской газеты «Красное знамя» и аварского выпуска альманаха «Дружба».
В 1967 году в Дагестанском книжном издательстве вышел в свет его первый поэтический сборник на родном языке «Я вырос в горах». В последующие годы в дагестанских издательствах выходят его книги: «Рассвет», «Пора цветения роз», «Голубая долина» и первая книга романа «Рыжие камни».
В 1974 году в Москве в издательстве «Советский писатель» вышел сборник стихов на русском языке «Огни на вершинах».
А. Даганов перевел на аварский язык стихи и поэмы А. Пушкина, М. Лермонтова, С. Есенина, В. Маяковского, В. Федорова, Г. Эмина, Э. Межелайтиса, М. Турсун-Заде и других советских поэтов.

## Награды и звания
- Народный поэт Дагестана (1997 год)[2]
- Заслуженный работник культуры Дагестана
- Орден Дружбы (2 февраля 2004 года) — за многолетнюю плодотворную деятельность в области культуры и искусства[3]